# LW Водолея
LW Водолея (лат. LW Aquarii), HD 223800 — одиночная переменная звезда в созвездии Водолея на расстоянии приблизительно 1442 световых лет (около 442 парсеков) от Солнца. Видимая звёздная величина звезды — от +7,46m до +7,24m.

## Характеристики
LW Водолея — красный гигант, пульсирующая медленная неправильная переменная звезда (LB) спектрального класса M4III. Эффективная температура — около 3304 К.